# 1899 en chimie
Cet article présente les faits marquants de l'année 1899 en chimie.

## Évènements
- Janvier : dans un article publié dans le Philosophical Magazine intitulé Uranium radiation and the electrical conduction produced by it le physicien néo-zélandais Ernest Rutherford distingue dans le rayonnement naturel de l’uranium deux rayonnements de portées différentes, les rayons alpha et bêta[1].
- 6 mars : dépôt du brevet de l'aspirine par le laboratoire allemand Bayer[2].

- 23 octobre : le chimiste français André-Louis Debierne annonce à l'Académie des sciences la découverte dans la pechblende d'un nouveau élément radio-actif, l’actinium[3],[4].
- 15 décembre : Henri Becquerel présente à la Société française de physique une note intitulée Influence d'un champ magnétique sur le rayonnement des corps radio-actifs[5]. Il constate qu’une partie des rayonnements radioactifs du radium sont porteurs d’électricité[6].

## Prix
- Médaille Davy : Edward Schunck (en) pour ses recherches sur la garance, l'indigo, et la chlorophylle[7],[8].

## Naissances
- 12 janvier : Paul Hermann Müller (mort en 1965), chimiste suisse, prix Nobel de physiologie ou médecine en 1948.

- 14 février : John Alfred Valentine Butler (mort en 1977), électrochimiste et physico-chimiste britannique.
- 19 février : Ehrenfried Pfeiffer (mort en 1961), chimiste et agronome allemand.

- 19 mars : Jan Hendrik de Boer (mort en 1971), physicien et chimiste néerlandais.
- 22 mars : Léo Marion (mort en 1979), chimiste et professeur canadien.

- 2 avril : Robert Hill (mort en 1991),  biochimiste anglais.
- 12 juin : Fritz Albert Lipmann (mort en 1986), biochimiste américain.
- 2 août : Henri Moureu (mort en 1978), chimiste français, académicien des sciences.
- 23 août : Albert Claude (mort en 1983), biochimiste belge, prix Nobel de physiologie ou médecine en 1974.
- 24 septembre : Grigori Moïssevitch Maïranovski (mort en 1964), biochimiste soviétique, chef du laboratoire des poisons.
- 24 octobre : Alfred Lauck Parson (mort en 1970), chimiste et physicien anglais.

## Décès
- 20 avril : Charles Friedel (né en 1832), minéralogiste et chimiste français.
- 14 mai : Lars Fredrik Nilson (né en 1840), chimiste suédois.

- 9 août : Edward Frankland (né en 1825), chimiste britannique.
- 16 août : Robert Wilhelm Bunsen (né en 1811), chimiste allemand.
- 19 septembre : Auguste Scheurer-Kestner (né en 1833), chimiste, industriel et homme politique alsacien.